# Мейо (Флорида)
Мейо (англ. Mayo) — муниципалитет, расположенный в округе Лафейетт (штат Флорида, США) с населением в 988 человек по статистическим данным переписи 2000 года. Является административным центром округа Лафейетт.

## География
По данным Бюро переписи населения США муниципалитет Мейо имеет общую площадь в 2,07 квадратных километров, водных ресурсов в черте населённого пункта не имеется.
Муниципалитет Мейо расположен на высоте 27 м над уровнем моря.

## Демография
По данным переписи населения 2000 года в Мейо проживало 988 человек, 228 семей, насчитывалось 338 домашних хозяйств и 365 жилых домов. Средняя плотность населения составляла около 477,29 человек на один квадратный километр. Расовый состав населённого пункта распределился следующим образом: 61,23 % белых, 27,43 % — чёрных или афроамериканцев, 0,40 % — коренных американцев, 0,10 % — выходцев с тихоокеанских островов, 1,21 % — представителей смешанных рас, 9,62 % — других народностей. Испаноговорящие составили 16,80 % от всех жителей.
Из 338 домашних хозяйств в 33,1 % воспитывали детей в возрасте до 18 лет, 42,3 % представляли собой совместно проживающие супружеские пары, в 19,2 % семей женщины проживали без мужей, 32,5 % не имели семей. 28,4 % от общего числа семей на момент переписи жили самостоятельно, при этом 13,3 % составили одинокие пожилые люди в возрасте 65 лет и старше. Средний размер домашнего хозяйства составил 2,70 человек, а средний размер семьи — 3,23 человек.
Население муниципалитета по возрастному диапазону по данным переписи 2000 года распределилось следующим образом: 28,2 % — жители младше 18 лет, 11,1 % — между 18 и 24 годами, 24,8 % — от 25 до 44 лет, 21,7 % — от 45 до 64 лет и 14,2 % — в возрасте 65 лет и старше. Средний возраст жителей составил 33 года. На каждые 100 женщин в Мейо приходилось 96,0 мужчин, при этом на каждые сто женщин 18 лет и старше приходилось 92,1 мужчин также старше 18 лет.
Средний доход на одно домашнее хозяйство составил 25 398 долларов США, а средний доход на одну семью — 28 438 долларов. При этом мужчины имели средний доход в 21 802 доллара США в год против 17 697 долларов среднегодового дохода у женщин. Доход на душу населения составил 25 398 долларов в год. 30,6 % от всего числа семей в населённом пункте и 34,6 % от всей численности населения находилось на момент переписи населения за чертой бедности, при этом 42,5 % из них были моложе 18 лет и 54,7 % — в возрасте 65 лет и старше.